# 平恩駅
平恩駅（ピョンウンえき）は、大韓民国慶尚北道栄州市にかつて存在した韓国鉄道公社（KORAIL）中央線の駅である。
栄州ダム建設に伴う線路付け替えのため、2013年に廃止された。廃止後、駅のあった場所はダム湖に水没している。

## 歴史
- 1941年7月1日：開業。
- 2013年3月28日：文殊 - 麻仕間の線路切り替えに伴い廃止[1]。

## 隣の駅
韓国鉄道公社
中央線
縄文駅 - 平恩駅 - 甕泉駅